# Reprezentacja Kanady w hokeju na trawie kobiet
Reprezentacja Kanady w hokeju na trawie kobiet jest jednym z silniejszych zespołów na świecie. Zdobyła srebrny i brązowy medal Mistrza świata. Wywalczyła także dwukrotnie srebrny medal igrzysk panamerykańskich (1991, 2019).
Reprezentacja Kanady dwukrotnie startowała w Champions Trophy zajmując czwarte miejsce w 1987 roku i szóste dwa lata później.

## Osiągnięcia

### Igrzyska olimpijskie
- nie wystąpiła - 1980
- 5. miejsce - 1984
- 6. miejsce - 1988
- 7. miejsce - 1992
- nie wystąpiła - 1996
- nie wystąpiła - 2000
- nie wystąpiła - 2004
- nie wystąpiła - 2008
- nie wystąpiła - 2012
- nie wystąpiła - 2016
- nie wystąpiła - 2020
- nie wystąpiła - 2024

### Mistrzostwa świata
- nie wystąpiła - 1974
- nie wystąpiła - 1976
- 5. miejsce - 1978
- 5. miejsce - 1981
- 2. miejsce - 1983
- 3. miejsce - 1986
- 10. miejsce - 1990
- 10. miejsce - 1994
- nie wystąpiła - 1998
- nie wystąpiła - 2002
- nie wystąpiła - 2006
- nie wystąpiła - 2010
- nie wystąpiła - 2014
- nie wystąpiła - 2018
- 15. miejsce - 2022